# フランクリン郡区 (アイオワ州カス郡)
フランクリン郡区は、アメリカ合衆国、アイオワ州、カス郡にある16の郡区の一つである。2000年の国勢調査で、人口は397人だった。

## 地理
フランクリン郡区は、89.7平方キロメートル（34.64平方マイル)で、Wiotaが含まれる。
アメリカ地質調査所によると、この郡区はFranklin LutheranとNorway CenterとWiotaの3つの霊園が含まれる。